# Boost Mobile Pro of Surf
Boost Mobile Pro of Surf es la séptima prueba valedera para el ASP World Tour y se celebra anualmente en Trestles, California, a mediados del mes de septiembre.
Este evento es el único que se celebra dentro del continente americano (se celebra otro en Hawaii), en el paraje de Lower Trestles, en San Clemente, California. Hizo su debut en el año 2000, de la mano del patrocinio de Billabong. Desde 2002, la compañía telefónica estadounidense Boost Mobile patrocina el campeonato californiano junto con otros copatrocinadores del mundo del surf como Quiksilver en 2005 y Hurley, que lleva patrocinándolo desde la edición de 2006.

## 2008
| Posición | Campeón       | Nacionalidad   |
| -------- | ------------- | -------------- |
| 1º       | Kelly Slater  | Estados Unidos |
| 2º       | Taj Burrow    | Australia      |
| 3º       | Jérémy Florès | Francia        |
| 3º       | Bede Durbidge | Australia      |

## 2007
| Posición | Campeón         | Nacionalidad   |
| -------- | --------------- | -------------- |
| 1º       | Kelly Slater    | Estados Unidos |
| 2º       | Pancho Sullivan | Estados Unidos |
| 3º       | Jérémy Florès   | Francia        |
| 3º       | Tom Whitaker    | Australia      |

## Pasados campeones
| Año  | Campeón        | Nacionalidad   |
| ---- | -------------- | -------------- |
| 2006 | Bede Durbidge  | Australia      |
| 2005 | Kelly Slater   | Estados Unidos |
| 2004 | Joel Parkinson | Australia      |
| 2003 | Richie Lovett  | Australia      |
| 2002 | Luke Egan      | Australia      |
| 2001 | No celebrado   | -              |
| 2000 | Andy Irons     | Estados Unidos |